# 雪线猪笼草
雪线猪笼草（学名：Nepenthes × cincta）为白环猪笼草与诺斯猪笼草的自然杂交种。其种加词来源于拉丁文“cinctus”意为“环绕”。
由于诺斯猪笼草分布局限，仅生长在砂拉越石隆门的少数地区，所以雪线猪笼草更为罕见。雪线猪笼草是诺斯猪笼草已知的三种自然杂交种之一，另两种为石隆门猪笼草以及诺斯猪笼草与奇异猪笼草的自然杂交种（N. mirabilis × N. northiana）。
由于白环猪笼草在杂交中很强势，使得与诺斯猪笼草杂交的后代完全失去了宽大的唇。其捕虫笼为窄漏斗形，笼身为奶油色至暗紫色，并具红色或黑色斑点。

## 扩展阅读
- 食虫植物照片搜寻引擎中雪线猪笼草的照片 （页面存档备份，存于）

 维基共享资源上的相關多媒體資源：雪线猪笼草
 維基物種上的相關：雪线猪笼草